# Сетиаван, Хендра
Хендра Сетиаван (индон. Hendra Setiawan, род. 25 августа 1984 года) — индонезийский бадминтонист. Чемпион Олимпийских игр 2008 года в паре с соотечественником Маркисом Кидо.

## Карьера
Сводный брат Хендраван (род. 1972) в 2000 году в Сиднее выиграл серебро в мужском одиночном разряде.
В 2005 году с Маркисом Кидо стал победителем Чемпионата Азии по бадминтону и Открытого чемпионата Индонезии в мужском пароном разряде. В 2006 они выиграли Спутник Джакарты, Открытый чемпионат Гонконга и Открытый чемпионат Китая. В 2007 году стали чемпионами мира, в финальном матче обыграв Джа Сунг Джунг и Ёнг Дай Ли, со счётом 21-19 21-19.